# Istruzione in Grecia
L'istruzione in Grecia a tutti i livelli è centralizzata dal  Ministro dell'Educazione, dei Culto e dello Sport (definizione tratta dal sito governativo greco) (Υπουργείο Παιδείας, Θρησκευμάτων και Αθλητισμού ). Il Ministero esercita il controllo sulle scuole pubbliche, formula e attua la legislazione, gestisce il bilancio, amministra e coordina gli esami di ammissione all'università a livello nazionale, istituisce il curriculum nazionale, nomina il personale docente delle scuole pubbliche e coordina altri servizi. Il ruolo di supervisione del Ministero è esercitato a livello nazionale attraverso gli uffici di istruzione pubblica delle unità regionali che sono nominati Direzioni regionali dell'istruzione primaria e secondaria. Le scuole pubbliche sono finanziate dallo stato e sono gratuite, come i libri di testo. Circa il 25% dei programmi universitari ha retta gratuita, mentre circa il 30% degli studenti ha diritto a frequentare i programmi gratuitamente per criteri reddituali individuali. L'istruzione formale in Grecia comprende tre fasi educative. La prima fase dell'educazione formale è la fase primaria (Δημοτικό, dura sei anni, dai 6 ai 12 anni), seguita dalla fase secondaria che si divide in due sotto-fasi: il Gymnasium obbligatorio (Γυμνάσιο, tre anni, dai 12 ai 15 anni) e il Liceo non-obbligatorio (Λύκειο, tre anni, dai 15 ai 18 anni).  La fase terziaria prevede l'istruzione universitaria.
Le vacanze scolastiche in Grecia includono Natale, la Festa dell'indipendenza greca, Pasqua, il giorno del no, le vacanze estive (della durata di tre mesi), i giorni di festività nazionale e le festività locali, che variano in base al comune, ad esempio la festa del Santo locale. Oltre alla scolarizzazione, la maggior parte degli studenti frequenta lezioni private extracurriculari in centri privati chiamati "frontistiria" (φροντιστήρια, frontistirio) o lezioni individuali, che preparano gli studenti all'ammissione all'istruzione superiore, come gli esami panellenici, oppure per imparare lingue straniere. È proibito dalla legge per gli studenti portare nei locali della scuola telefoni cellulari o altri dispositivi elettronici, come gli smartwatch, le cuffie in-ear.

## Diagramma
| Istruzione in Grecia                   | Istruzione in Grecia                   | Istruzione in Grecia                   | Istruzione in Grecia                   | Istruzione in Grecia                   |
| Istruzione scolastica obbligatoria PK9 | Istruzione scolastica obbligatoria PK9 | Istruzione scolastica obbligatoria PK9 | Istruzione scolastica obbligatoria PK9 | Istruzione scolastica obbligatoria PK9 |
| Anno scolastico                        | Anno scolastico                        | Età                                    | Designazione                           | Stage educativo                        |
| -------------------------------------- | -------------------------------------- | -------------------------------------- | -------------------------------------- | -------------------------------------- |
| Asilo                                  | Anno 1                                 | 4-5                                    | Asilo                                  | prescuola                              |
| Scuola materna                         | Anno 2                                 | 5-6                                    | Scuola materna                         | prescuola                              |
| Primo anno                             | Anno 1                                 | 6-7                                    | 1ª classe                              | Scuola elementare                      |
| Secondo anno                           | Anno 2                                 | 7-8                                    | 2ª classe                              | Scuola elementare                      |
| Terzo anno                             | Anno 3                                 | 8-9                                    | 3ª classe                              | Scuola elementare                      |
| Quarto anno                            | Anno 4                                 | 9-10                                   | 4ª classe                              | Scuola elementare                      |
| Quinto anno                            | Anno 5                                 | 10-11                                  | 5ª classe                              | Scuola elementare                      |
| Sesto anno                             | Anno 6                                 | 11-12                                  | 6ª classe                              | Scuola elementare                      |
| Settimo anno                           | Anno 7                                 | 12-13                                  | 1ª classe                              | Gymnasium                              |
| Ottavo anno                            | Anno 8                                 | 13-14                                  | 2ª classe                              | Gymnasium                              |
| Nono anno                              | Anno 9                                 | 14-15                                  | 3ª classe                              | Gymnasium                              |
| Istruzione scolastica non obbligatoria |                                        |                                        |                                        |                                        |
| Decimo anno                            | Anno 10                                | 15-16                                  | 1 ° classe                             | Lyceum                                 |
| Undicesimo anno                        | Anno 11                                | 16-17                                  | 2 ° classe                             | Lyceum                                 |
| Dodicesimo anno                        | Anno 12                                | 17-18                                  | 3ª classe                              | Lyceum                                 |

## Prescuola
La maggior parte delle scuole materne, note anche come pre-primarie, sono collegate e condividono edifici con una scuola elementare. La scuola materna è obbligatoria e dura 2 anni, suddivisa in 1 anno di asilo nido ( Προνηπιαγωγείο ) e 1 anno di scuola materna ( Νηπιαγωγείο ; Nipiagogeio ).  A partire dall'anno scolastico 2018-2019, i bambini che avrebbero compiuto quattro anni entro il 31 dicembre devono iniziare a frequentare l'asilo l'11 settembre dello stesso anno.  domande di registrazione e iscrizione vengono generalmente presentate ogni anno a maggio. Allo scadere di questo periodo, gli studenti non possono essere iscritti.
- 1 ° anno / Scuola materna ( Προνηπιαγωγείο ), da 4 a 5 anni (con alcuni bambini di 3 anni, che stanno per compiere 4 anni, frequentando)
- 2 ° anno / scuola materna ( Νηπιαγωγείο ), dai 5 ai 6 anni (con alcuni bambini di 4 anni, in procinto di compiere 5 anni, frequentando)

1. ↑  Se l'11 settembre cade di sabato o domenica, la data di inizio diventa il lunedì seguente.

## Istruzione elementare
La scuola elementare ( Δημοτικό, Dimotiko ) è obbligatoria e dura 6 anni.
Negli anni 1° e 2°, gli alunni non sono classificati ufficialmente. La valutazione inizia nel 3º anno e gli esami scritti sono effettuati nel 5º anno. La progressione automatica esiste da un anno all'altro. L'anno scolastico inizia l'11 settembre e termina il 15 giugno. La giornata scolastica inizia alle 08.15 e termina alle 13.15. Comprende sei anni accademici di nome τάξεις (classi), numerati da 1 a 6. L'iscrizione al livello successivo dell'istruzione obbligatoria, il Ginnasio, è automatica. Le lezioni a settimana per una materia variano dall'insegnante che insegna. Viene assegnato "Απολυτήριο Δημοτικού" ( Apolytirio Dimotikou, certificato di fine studio primario) che dà accesso automatico all'istruzione secondaria inferiore (Ginnasio). L'età può variare, le più comuni approssimativamente sono:
Voti nella scuola elementare
- 1º anno: nessun voto
- 2º anno: nessun voto
- 3º anno: A–D
- 4º anno: A–D
- 5º anno: 1–10
- 6º anno: 1–10

Curriculum della scuola elementare
| Materie della scuola elementare                          | Ore settimanali di lezione | Ore settimanali di lezione | Ore settimanali di lezione | Ore settimanali di lezione | Ore settimanali di lezione | Ore settimanali di lezione |
| (anno scolastico 2019-2020)                              | 1°                         | 2°                         | 3°                         | 4°                         | 5°                         | 6°                         |
| Lingua greca moderna                                     | 9                          | 9                          | 8                          | 8                          | 7                          | 7                          |
| Matematica                                               | 5                          | 5                          | 4                          | 4                          | 4                          | 4                          |
| Arte                                                     | 2                          | 2                          | 1                          | 1                          | 1                          | 1                          |
| Musica                                                   | 1                          | 1                          | 1                          | 1                          | 1                          | 1                          |
| Storia                                                   | -                          | -                          | 2                          | 2                          | 2                          | 2                          |
| Fisica                                                   | -                          | -                          | -                          | -                          | 3                          | 3                          |
| Geografia                                                | -                          | -                          | -                          | -                          | 2                          | 2                          |
| Zona flessibile                                          | 3                          | 3                          | 2                          | 2                          | -                          | -                          |
| Studi religiosi                                          | -                          | -                          | 2                          | 2                          | 1                          | 1                          |
| Studi informatici                                        | 1                          | 1                          | 1                          | 1                          | 1                          | 1                          |
| Educazione fisica                                        | 3                          | 3                          | 3                          | 3                          | 2                          | 2                          |
| Educazione teatrale                                      | 1                          | 1                          | 1                          | 1                          | -                          | -                          |
| Studi ambientali                                         | 4                          | 4                          | 2                          | 2                          | -                          | -                          |
| Studi sociali e politici                                 | -                          | -                          | -                          | -                          | 1                          | 1                          |
| Lingua inglese (moderna)                                 | 1                          | 1                          | 3                          | 3                          | 3                          | 3                          |
| 2a lingua straniera (moderna; francese o tedesco)        | -                          | -                          | -                          | -                          | 2                          | 2                          |
| Ore settimanali totali di lezione della scuola primaria: | 30                         | 30                         | 30                         | 30                         | 30                         | 30                         |

## Educazione secondaria

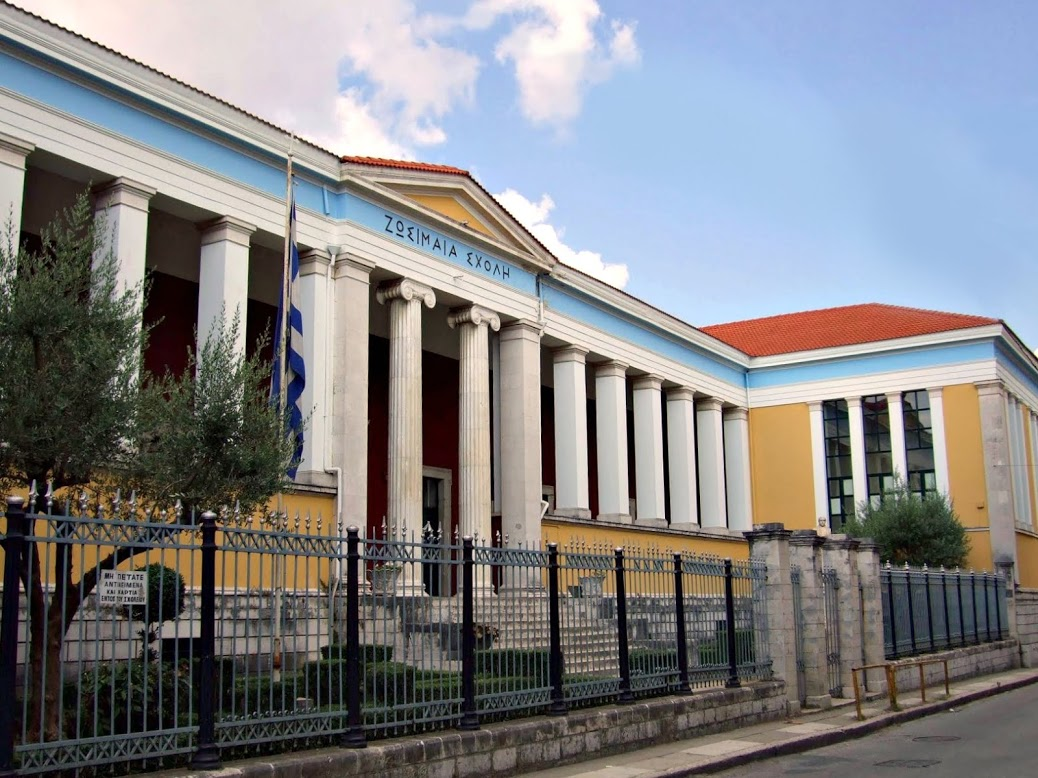
Scuola Zosimaia, Ioannina

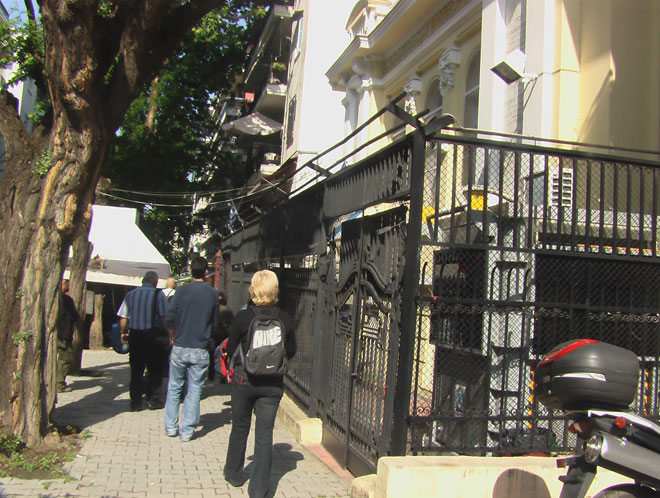
Vista della scuola ebraica, Salonicco

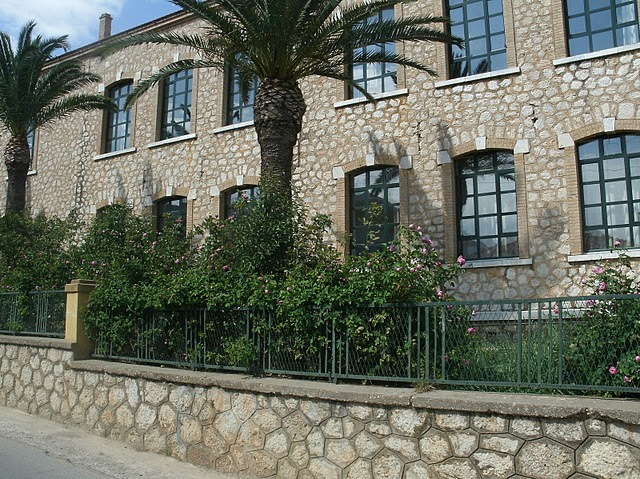
La scuola pubblica di Astros, costruita nel 1915.

### Gymnasium
Il Gymnasium (Γυμνάσιο, Gimnasio, Scuola secondaria inferiore) è obbligatorio e dura 3 anni.
L'articolo 16, paragrafo 3 della Costituzione del 1975 stabiliva che l'istruzione obbligatoria avrebbe dovuto durare nove anni. Questa disposizione costituzionale, da applicare a tutti i bambini greci, fu sancita dalla legge 309/1976, con la quale fu anche sostituito il greco classico ( sistema poltonico, katharevousa) col greco moderno (sistema monotonico, accento singolo, dimotiki), come lingua ufficiale per l'insegnamento a tutti i livelli di istruzione, e ha cessato di essere una scuola secondaria superiore e superiore di sei anni non obbligatoria denominata gymnasium (alunni di età compresa tra 12 e 18 anni), convertita in scuola secondaria inferiore obbligatoria di tre anni per alunni di età compresa tra 12 e 15 anni denominata gymnasium e scuola secondaria superiore non obbligatoria di tre anni per alunni di età compresa tra 15 e 18 anni di nome liceo.
Gli studenti ammessi possono avere un'età massima fino a 16 anni, mentre devono avere il certificato della scuola primaria o il suo equivalente internazionale. Non sono richiesti esami di ammissione. La scuola inizia l'11 settembre e termina all'inizio di giugno, prima del primo giorno degli esami panellenici. Le lezioni terminano il 31 maggio in modo che gli studenti possano studiare per i loro esami di giugno. La scuola gumnasium ha conseguito la qualifica "Απολυτήριο Γυμνασίου" ( Apolytirio Gumnasium, certificato di fine studi scolastici di gumnasium, indicato semplicemente come certificato di gymnasium) al livello HQF (NQF) 3, che dà accesso automatico all'istruzione secondaria superiore (lyceum). Il gymnasium ha tre anni accademici di scolarizzazione noti come "τάξη" (classi), numerati da 1 a 3. Le età sono tipiche e possono variare con l'essere più comune tra:
- 1 ° anno  ( Πρώτη τάξη γυμνασίου ), dai 12 ai 13 anni
- 2 ° anno ( Δευτέρα τάξη γυμνασίου ), da 13 a 14 anni
- 3 ° anno ( Τρίτη τάξη γυμνασίου ), da 14 a 15 anni

I tipi di Gymnasium in Grecia sono: 
- Gymnasium
- Gymnasium serale
- Gymnasium ecclesiastico
- Gymnasium dell'educazione Cross-Culturale
- Gymnasium sperimentale (to enter must pass certain exams on Maths,
Science, Reading Comprehension and Writing - the last two are written as one)
- Integrated Special Vocational Gymnasium-Lyceum (ΕΝ.Ε.Ε.ΓΥ.-Λ; 4 years for the gymnasium)
- Gymnasium musicale (to enter this type of school students must pass certain exams on a musical instrument)
- Gymnasium artistico (to enter this type of school students must pass certain exams on either arts, dance, or theater; 2004–Present)

Curriculum del Gymnasium
| Materie del Gymnasium                             | Ore settimanali di lezione | Ore settimanali di lezione | Ore settimanali di lezione | Ore settimanali di lezione | Ore settimanali di lezione | Ore settimanali di lezione |
| (anno scolastico 2019-2020)                       | 1 °                        | 2 °                        | 3 °                        |                            |                            |                            |
| Lingua greca moderna                              | 3                          | 2                          | 2                          |                            |                            |                            |
| Letteratura greca moderna                         | 2                          | 2                          | 2                          |                            |                            |                            |
| Lingua greca antica                               | 2                          | 2                          | 2                          |                            |                            |                            |
| Letteratura greca antica                          | 2                          | 2                          | 2                          |                            |                            |                            |
| Matematica                                        | 4                          | 4                          | 4                          |                            |                            |                            |
| Chimica                                           | -                          | 1                          | 1                          |                            |                            |                            |
| Fisica                                            | 1                          | 2                          | 2                          |                            |                            |                            |
| Biologia                                          | 1                          | 1                          | 1                          |                            |                            |                            |
| Storia                                            | 2                          | 2                          | 2                          |                            |                            |                            |
| Arte                                              | 1                          | 1                          | 1                          |                            |                            |                            |
| Musica                                            | 1                          | 1                          | 1                          |                            |                            |                            |
| Tecnologia                                        | 1                          | 1                          | 1                          |                            |                            |                            |
| Geografia                                         | 1                          | 2                          | -                          |                            |                            |                            |
| Economia domestica                                | 2                          | -                          | -                          |                            |                            |                            |
| Studi religiosi                                   | 2                          | 2                          | 2                          |                            |                            |                            |
| Studi informatici                                 | 1                          | 1                          | 1                          |                            |                            |                            |
| Educazione fisica                                 | 2                          | 2                          | 2                          |                            |                            |                            |
| Studi sociali e politici                          | -                          | -                          | 2                          |                            |                            |                            |
| Lingua inglese (moderna)                          | 2                          | 2                          | 2                          |                            |                            |                            |
| 2a lingua straniera (moderna; francese o tedesco) | 2                          | 2                          | 2                          |                            |                            |                            |
| Ore totali settimanali di lezione al Gymnasium:   | 32                         | 32                         | 32                         |                            |                            |                            |

### Liceo
Il Lyceum (Λύκειο, Lykeio, scuola secondaria superiore) non è obbligatorio e dura 3 anni.
Gli studenti ammessi possono avere un'età massima fino a 20 anni, mentre devono essere in possesso di un certificato di Gymnasium o di un diploma di scuola secondaria inferiore o equivalente internazionale. Inizia l'11 settembre e termina il 15 giugno. Le lezioni finiscono a fine maggio in modo che gli studenti possano studiare per i loro esami a giugno. Il Lyceum serale ( Εσπερινό ) è rivolto sia agli studenti adulti che agli studenti minorenni che lavorano, dura 3 anni dall'anno accademico 2020-2021. Dopo aver completato la 3ª classe, i diplomati del Lyceum ottengono la qualifica "Απολυτήριο Λυκείου" ( Apolytirio Lykeiou, Lyceum Apolytirio, diploma di scuola secondaria superiore, diploma di scuola superiore, indicato semplicemente come certificato di liceo) presso HQF (NQF) / EQF livello 4, al livello ISCED 3. La scala di voti sull'Apolytirio Lykeiou (GPA) è impostata su una scala di valutazione a 20 punti.  Il Lyceum Apolytirio (diploma) è richiesto per l'ammissione all'istruzione superiore e per proseguire gli studi, ed è equivalente in livello al livello avanzato GCE.
Il Liceo designa i livelli scolastici in base agli anni di scolarizzazione della coorte studentesca, utilizzando 3 livelli accademici, noti come "τάξη" (classi), numerati da 1 a 3. Le età sono tipiche e possono variare con l'essere più comune tra:
- 1 ° anno / prima classe ( Πρώτη τάξη λυκείου ), dai 15 ai 16 anni
- 2 ° anno / seconda classe ( Δευτέρα τάξη λυκείου ), da 16 a 17 anni
- 3 ° anno / terza classe ( Τρίτη τάξη λυκείου ), da 17 a 18 anni

I tipi di liceo ( Λύκειο ) in Grecia sono: 
- Μουσικό Λύκειο (Mousiko Lykeio; Music Lyceum; 3 years, 1998–Present)
(to enter this type of school students must pass certain exams on a musical instrument)
- Πειραματικό Λύκειο (Peiramtiko Lykeio; Experimental Lyceum; 3 years, 1995–Present)
(to enter this type of schools students must pass certain exams on Mathematics, Science,
Reading Comprehension and Writing [the last two are written as one])
- Γενικό Λύκειο (ΓΕΛ; Geniko Lykeio; General Lyceum; 3 years, 1976-1996, 2006–Present)
- Γενικό Λύκειο Διαπολιτισμικής Εκπαίδευσης (ΓΕΛΔΕ; i.e. comprehensive lyceum type;
Diapolitismiko Lykeio; General Lyceum of Cross-Cultural Education; 3 years, 2018–Present)
- Καλλιτεχνικό Λύκειο (Kalitexniko Lykeio; Art Lyceum; 3 years, 2006–Present)
(to enter this type of school students must pass certain exams on either arts, dance, or theater)
- Eπαγγελματικό Λύκειο (ΕΠΑΛ; Epagelmatiko Lykeio; Vocational Lyceum; EPAL; 3 years, 2006–Present)
- Εσπερινό Επαγγελματικό Λύκειο (Esperino Epagelmatiko Lykeio; Evening Vocational Lyceum; 3 years)
- Εσπερινό Γενικό Λύκειο (Esperino Geniko Lykeio; Evening General Lyceum; 3 years, 1976–Present)
- Γενικό Εκκλησιαστικό Λύκειο (ΓΕΕΛ; Ekklisiastiko Lykeio; Ecclesiastical General Lyceum; 3 years, 2006–Present)
- Ενιαίο Ειδικό Επαγγελματικό Γυμνάσιο-Λύκειο (ΕΝ.Ε.Ε.ΓΥ-Λ; Integrated Special Vocational Gymnasium-Lyceum; 4 years for the lyceum)

| Orari del Liceo                                    |               |                |        |            |
| giorni                                             | Ore           | Lezione da - a | Durata | Intervallo |
| - Lunedi - martedì - mercoledì - giovedi - Venerdì |               |                |        |            |
| 1 °                                                | 08.15 - 09.00 | 45'            | 5'     |            |
| 2 °                                                | 09.05 - 09.50 | 45'            | 10'    |            |
| 3 °                                                | 10.00 - 10.45 | 45'            | 10'    |            |
| 4 °                                                | 10.55 - 11.40 | 45'            | 10'    |            |
| 5 °                                                | 11.50 - 12.30 | 40'            | 5'     |            |
| 6 °                                                | 12.35 - 13.15 | 40'            | 5'     |            |
| 7 °                                                | 13.20 - 14.00 | 40'            | -      |            |

## Istruzione terziaria in Grecia

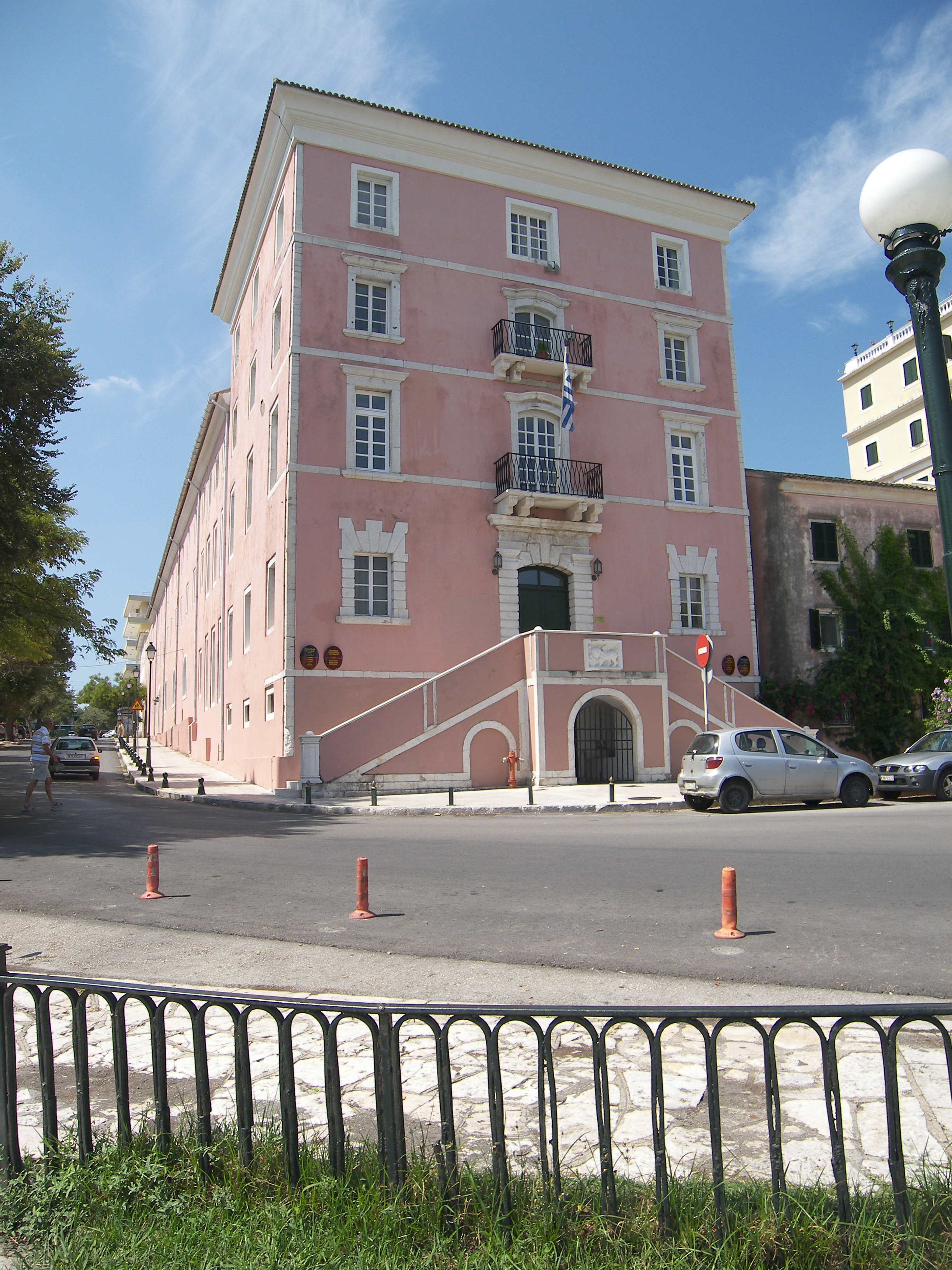
Vista dell'Accademia Ionica, Corfù

L'istruzione terziaria, di terza fase, è fornita dagli istituti di istruzione superiore (in greco: Ανώτατα Εκπαιδευτικά Ιδρύματα; Α. EI) ovverosia università e accademie per le forze armate. Queste sono nominalmente autonome, ma il governo è responsabile per il loro finanziamento e la distribuzione degli studenti nei corsi di laurea. Gli istituti di istruzione superiore in Grecia sono università pubbliche e possono essere frequentati senza costi per iscrizione e libri di testo e, per la maggior parte degli studenti, anche i pasti sono forniti gratuitamente. Circa il 25% dei programmi universitari ha retta gratuita, mentre circa il 30% degli studenti ha diritto a frequentare i programmi gratuitamente per criteri reddituali individuali.  Ogni anno accademico prevede un programma di studio di 32 settimane, suddiviso in due semestri di 16 settimane ciascuno. Il Centro universitario di programmi internazionali di studi (UCIPS) della International Hellenic University (IHU)  offre programmi post laurea che vengono insegnati esclusivamente in inglese.
Secondo l'articolo 16 della costituzione greca, l'istruzione terziaria privata non è consentita in Grecia e il governo riconosce solo i programmi di laurea offerti dalle università pubbliche. In Grecia, le università private sono Centri di istruzione post-secondaria (in greco: Κέντρα Μεταλυκειακής Εκπαίδευσης; ΚΕ.Μ.Ε) a livello di istruzione non formale operano sotto la corretta registrazione accreditata dal Ministero della Pubblica Istruzione. Di solito, la maggior parte delle università private è stata autorizzata a offrire programmi universitari e post laurea stranieri a seguito di accordi di franchising o di convalida con università di altri paesi, principalmente nel Regno Unito, rilasciando titoli direttamente da quelle università straniere.

## Livelli HQF
Il National Qualification Framework (NQF) della Grecia è ufficialmente chiamato Hellenic Qualification Framework (HQF; greco: Ελληνικό Πλαίσιο Προσόντων)  ha un framework a 8 livelli che unisce qualifiche non formali e formali allineate ai livelli appropriati dell'organizzazione nazionale per la certificazione delle qualifiche e dell'orientamento professionale (EOPPEP; in greco: Εθνικός Οργανισμός Πιστοποίησης Προσόντων και Επαγγελματικορ Προσανύτ.Π.Ε.Π. Autorità per l'istruzione superiore (NAHE; greco: Εθνική Αρχή Ανώτατης Εκπαίδευσης; ΕΘ. Α. Α. Ε.). L'HQF è collegato al Quadro europeo delle qualifiche (EQF) e al Quadro delle qualifiche nello Spazio europeo dell'istruzione superiore (QF-EHEA). L'HQF è il registro greco delle qualifiche regolamentate (Μητρώο Ρυθμιζόμενων Τίτλων), fornisce informazioni per gli organismi di certificazione accreditati e le qualifiche di studio regolamentate (ufficialmente riconosciute) in Grecia. I sistemi di livello dei framework di qualificazione basati sui risultati di apprendimento di HQF, EQF, ISCED hanno livelli di riferimento che classificano i risultati di apprendimento in riflesso del carico di studio (la quantità di punti di credito), conoscenza, abilità, garantiscono pari diritti professionali di livello,  conseguimento di programmi di istruzione formale e non formale che sono progettati in un contesto nazionale e per rendere i voti più comparabili in un contesto internazionale.